# 亚当·兰伯特
亞當·米歇爾·藍伯特（Adam Mitchel Lambert，1982年1月29日—），美國男歌手。他的母親是猶太人，父親是挪威人，2009年從選秀節目《美國偶像第八季》脫穎而出，被視為冠軍大熱，最後因遭受性取向歧视，丢失选票而錯失冠軍。克里斯·艾倫得冠後表示：“亞當應是冠軍，我很抱歉，我不知道現在該想什麼，這太瘋狂了。”
《時代》稱他是美國第一個公開出櫃的流行歌手。2010年，他獲得格萊美獎最佳流行男歌手提名。
2009年11月23日發行首張專輯。專輯發行第一週就在《告示牌》排行榜上搶下第三名席次，銷售量更突破19萬8000張。

## 家庭與早期生活
藍伯特出生於美國印第安納州印第安納波利斯。他的母親是猶太人，原從事醫科，後轉為設計師。父親是來自挪威的電子工程師，前往美國後認識他的母親，現為專案經理。祖父是挪威一所大學的物理學教授；外祖父在藍伯特出生不久辭世，留下一枚戒指由他母親傳給他，在2010年美國偶像的決賽採訪中，藍伯特表示外祖父的戒指是使他充滿力量的信物，並表示最想見到的人是去世已久的外祖父。他有一名弟弟尼爾·藍伯特（Neil Lambert），其為紐約的文書記者。
在他出生不久後，全家便搬到位於加州聖地牙哥東北郊的小鎮，他的弟弟尼爾在這出生，藍伯特在聖地牙哥渡過兒少時期，他就讀聖地牙哥當地的高中，從初中便展露音樂天賦，曾以麥可·傑克森的一首在比賽中奪冠，高中時也積極參與音樂性社團和活動，包括合唱團、音樂劇表演、為校內爵士樂隊獻唱等。
藍伯特是猶太人，他曾在2005年的一場向遭暗殺的以色列總理拉賓致敬的紀念活動上，以希伯來語演唱猶太歌曲《‎》；他也出席聖地牙哥的贖罪日晚禱「科尼吉」（亞拉姆語：‎），猶太人經由贖罪日的禱告儀式，重新找回歸屬感，以確認自己的猶太人身分。此外他也曾為一場猶太音樂會獻唱。

## 早期發展
藍伯特在10歲時出演人生第一齣音樂劇《你是好人，查理·布》（You're a Good Man, Charlie Brown）；12歲時接連參與《屋頂上的提琴手》（Fiddler on the Roof），《你好，多莉！》（Hello, Dolly!），《王 》（Chess），《卡米洛特》（Camelot），《音樂人》（Music Man），《火爆浪子》（Grease）等演出。
高中畢業後，藍伯特在一艘荷蘭的郵輪上擔任駐唱工作，19歲時跟隨離開美國巡迴演出10個月，返美後在加州橘郡表演輕歌劇。藍伯特曾參與歐美各國劇院製作的作品，如《Hair》，《南海天堂》（Brigadoon）、《求雨奇緣》（110 in the Shade）等。
2004年起，他開始到同志酒吧和駐唱，兩家酒吧的創辦人是前小野貓組合成員卡蜜特·芭查（Carmit Bachar）。2005年，藍伯特遇見製作人馬爾科姆·韋爾斯福德（Malcolm Welsford），大力支持藍伯特的錄音事業。
在2006年12月至2007年5月間，他和湯米·維克托（Tommy Victor）、蒙·皮特曼（Monte Pittman）等組成地下男子搖滾樂團。

## 美國偶像時期
| 每周 #                       | 主題                                                                | 歌曲選擇                                                   | 原唱歌手                                          | 結果   |
| ---------------------------- | ------------------------------------------------------------------- | ---------------------------------------------------------- | ------------------------------------------------- | ------ |
| Audition （面試） 2009.01.20 | Auditioner's Choice（海選）                                         | 《Rock with You》 《Bohemian Rhapsody》                    | Michael Jackson Queen                             | 晉級   |
| Hollywood                    | First Solo                                                          | 《What's Up》                                              | 4 Non Blondes                                     | 晉級   |
| Hollywood                    | Group Performance（小組賽）                                         | 《Some Kind of Wonderful》                                 | Soul Brothers Six                                 | 晉級   |
| Hollywood                    | Second Solo                                                         | 《Believe》                                                | Cher                                              | 晉級   |
| Top 36 （36進12第二組）      | 公告牌百强单曲榜 Hits to Date                                       | 《(I Can't Get No) Satisfaction》                          | The Rolling Stones                                | 晉級   |
| Top 13                       | Michael Jackson                                                     | 《Black or White》                                         | Michael Jackson                                   | 晉級   |
| Top 11                       | Grand Ole Opry （鄉村音樂）                                         | 《环太平洋火山带》                                         | Anita Carter                                      | 晉級   |
| Top 10                       | Motown （摩城靈魂樂）                                               | 《泪痕 (单曲)》                                            | The Miracles                                      | 晉級   |
| Top 9                        | Top Downloads （熱門下載）                                          | 《Play That Funky Music》                                  | Wild Cherry                                       | 晉級   |
| Top 8                        | Year They Were Born （出生年）                                      | 《Mad World》                                              | Tears for Fears                                   | 晉級   |
| Top 7 *無人淘汰              | Songs from the Cinema （電影音樂）                                  | 《Born to Be Wild》 – Easy Rider                           | Steppenwolf                                       | 晉級   |
| Top 7                        | Disco （迪斯可）                                                    | 《If I Can't Have You》                                    | Yvonne Elliman                                    | 晉級   |
| Top 5                        | Rat Pack Standards （爵士樂）                                       | 《Feeling Good》                                           | Cy Grant                                          | 晉級   |
| Top 4                        | Rock and Roll Solo Duet （搖滾樂）                                  | 《Whole Lotta Love》 《Slow Ride》& Allison Iraheta        | Led Zeppelin Foghat                               | 晉級   |
| Top 3                        | Judge's Choice （Simon Cowell） Contestant's Choice （指定/自選周） | 《One》（指定） 《Cryin'》（自選）                         | U2 Aerosmith                                      | 晉級   |
| Top 2 （冠軍賽） 2009.05.20  | Contestant's Choice Simon Fuller's Choice Coronation Song           | 《Mad World》 《A Change Is Gonna Come》 《No Boundaries》 | Tears for Fears Sam Cooke Kris Allen/Adam Lambert | 第二名 |

- 決賽期間選手去留不再由評委審核，而是由觀眾通過網路及發送手機短信的投票方式決定，目的是以投票來聚集節目人氣。四位評審曾在不同場合預測蘭伯特最終將會奪冠，決賽結果讓四位評審備感意外，評審之一的西蒙·考威尔（Simon Cowell）罕見地拒絕起立為冠軍克里斯艾倫鼓掌。
- 決賽前

決賽夜前，美聯社在報導標題位置斗大指出，“美國偶像準備接納‘同性戀’當冠軍了嗎？”。比賽期間藍伯特與同性的接吻照爆光引起軒然大波，藍伯特回應：“我没什麽好隐瞒的，我就是我。”看過照片的美國民眾坦言不能接受，反映普通民眾的聲音。飽受爭議的藍伯特在接受《娛樂周刊》採訪時表示，“我知道我是誰。我是一個誠實的人，我只想繼續唱歌。”
賽後評價
紐約時報：美國人選擇克里斯艾倫而不是亞當蘭伯特也許暴露了我們國家的某種情結，就是電視觀眾太拘泥於遵循傳統而不願把一位俊美前衛的獨立歌手送上神壇……最後獲勝的克里斯艾倫唱的不錯，但他和其他優秀歌手沒有區別，而亞當蘭伯特的歌唱則是最頂級的，那種觸人靈魂的高音再也找不出第二個。
美聯社： 蘭伯特寬廣的音域和驚人的舞台魅力，及所有評委對他的喜愛讓美國偶像第八季的比賽宛如變成亞當蘭伯特的個人演唱會現場……但最後的結果，那些投票的電視觀眾並沒有一直青睞這名愛塗黑色指甲油的自信選手。
紐約每日新聞：這個結果證明，投票觀眾在對比了兩名決賽選手的風格、才華和性格後，選擇了跟普通人最像的那位。

## 個人生活
藍伯特18歲時就在學校出櫃，他說：「我不認為上帝憎恨同性戀，我想他憎恨的是仇恨。」 2010年，藍伯特在芬蘭結識一名電台主持人Sauli Koskinen。半年後，Koskinen 搬到美國洛杉磯直到至今。藍伯特以自身背景創作的同性戀歌曲"Outlaws of Love"，寫出同性戀者不容於世的悲哀。談論到同性婚姻，藍伯特說：「我以前從來沒有考慮過婚姻，現在我開始考慮了，但卻不能（加州禁止同性戀婚姻）。」2013年4月，藍伯特與Koskinen因為工作太忙，而和平分手。
他原生的髮色為金色偏紅，後來染為黑色。

## 音樂作品

### 專輯
- For Your Entertainment（英语：For Your Entertainment (album)）（2009年11月23日）

Whataya Want from Me (主打)
Time for Miracles--《2012》主題曲
- Trespassing（2012年5月15日）

Never Close Our Eyes" (主打)
Better Than I Know Myself (主打)
Outlaws of Love"  (兰伯特词曲)

### 巡迴演唱會
- American Idols LIVE! Tour 2009（英语：American Idols LIVE! Tour 2009）
- Glam Nation Tour（英语：Glam Nation Tour 2010）
- Queen + Adam Lambert Tour 2012（英语：Glam Nation Tour 2010）
- We Are Glamily Tour (2013年)
- Queen + Adam Lambert Tour 2014–2015（英语：Queen + Adam Lambert Tour 2014–2015）（与皇后乐团合作）
- The Original High Tour（英语：The Original High Tour） (2016年)

按：The Original High Tour预定在新加坡新传媒于2016年初的跨年特备节目上起跑，不过有当地网民担忧他的舞台作风具挑衅性，对性和同性恋的态度不符合新加坡的主流价值观，便在2015年11月25日发起网络请愿书，要求新传媒将他从跨年晚会的演出名单中除名。同时，也有网民发起另一个网络请愿书，要求新传媒保留兰伯特在新的演出。兰伯特本人在27日通过社交媒体表示，他在新加坡的演出会更具包容性，以“庆祝全人类大家庭的多元化”。反对兰伯特的请愿书虽然收集了超过目标的两万个签名，但兰伯特最终仍被允许在新加坡演出。

## 外部連結
- 亚当·兰伯特的新浪微博
- 官方網站（页面存档备份，存于）（英文）
- 美國偶像官網上關於亞當·蘭伯特的介紹（页面存档备份，存于）（英文）
- 亞當·蘭伯特：美麗人生（英文）
- 極佳：亞當·蘭伯特的美國偶像之旅（英文）
- MC alumnus Adam Lambert competes on American Idol; makes top 8（英文）